# ایتاگیبا
ایتاگیبا (به پرتغالی: Itagibá) یک منطقهٔ مسکونی در برزیل است که در باهیا واقع شده‌است. ایتاگیبا ۱۴٬۴۵۲ نفر جمعیت دارد.